# إميل ستويانوف
إميل ستويانوف هو صحفي وسياسي بلغاري، ولد في 12 يوليو 1959 في بلوفديف في بلغاريا. نشط حزبياً في مواطنون من أجل التنمية الأوروبية في بلغاريا. في انتخابات البرلمان الأوروبي 2009، انتخب عضو في البرلمان الأوروبي عن دائرة بلغاريا ‏ لترشحه ضمن قائمة مواطنون من أجل التنمية الأوروبية في بلغاريا، وقد انضم خلال فترته النيابية (14 يوليو 2009 – 15 نوفمبر 2012) للكتلة البرلمانية كتلة حزب الشعب الأوروبي.